# Christiaan Eijkman
Christiaan Eijkman (n. 11 august 1858, Nijkerk⁠(d), Gelderland, Țările de Jos – d. 5 noiembrie 1930, Utrecht, Utrecht, Țările de Jos) a fost medic neerlandez, celebru pentru descoperirea cauzelor maladiei beri-beri, care l-a condus la descoperirea vitaminelor. Pentru această descoperire i s-a decernat Premiul Nobel pentru Medicină pe anul 1929.